# Mind Tricks
Mind Tricks es el tercer álbum de estudio de la banda italiana de death metal melódico Disarmonia Mundi, lanzado el 12 de junio de 2006 a través de Scarlet Records. Nuevamente Björn "Speed" Strid vuelve a colaborar con las voces, aunque el bajista Mirco Andreis ya no forma parte de la banda debido a que quería concentrarse más en su carrera como director de videoclips. Mirco dirigió el video para la canción "Celestial Furnace", pero esta vez ya no aparece en él. El álbum cuenta con una canción la cual es un cover de "Mouth of War" de Pantera. La edición especial para Japón incluye una pista adicional de una canción de un demo grabado en el 2002; "Moon of Glass". La edición coreana incluye como bonus track la canción "Chester". El 30 de junio de 2011 se lanzó una versión remasterizada la cual contiene 4 temas adicionales. El diseño de la portada es una imagen extraída y adaptada de la película Sin City donde aparece el personaje de Nancy Callahan interpretado por la actriz Makenzie Vega.

## Lista de canciones
1. "Resurrection Code" – 4:25
2. "Mindtricks" – 3:52
3. "Celestial Furnace" – 3:48
4. "Nihilistic Overdrive" – 4:51
5. "Parting Ways" – 4:01
6. "Venom Leech and the Hands of Rain" – 5:03
7. "Liquid Wings" – 4:36
8. "Process for Annihilation" – 3:44
9. "Last Breed" – 3:37
10. "A Taste of Collapse" – 3:33
11. "Mouth for War" (Pantera Cover) – 3:52
12. "Moon of Glass" (2002 Demo) (Japanese Bonus Track) − 5:17
13. "Chester" (Demo) (Korean Bonus Track) − 4:00

## Lista de canciones de la reedición del 2011
1. "Resurrection Code" – 4:25
2. "Mindtricks" – 3:52
3. "Celestial Furnace" – 3:48
4. "Nihilistic Overdrive" – 4:51
5. "Parting Ways" – 4:01
6. "Venom Leech and the Hands of Rain" – 5:03
7. "Liquid Wings" – 4:36
8. "Process for Annihilation" – 3:44
9. "Last Breed" – 3:37
10. "A Taste of Collapse" – 3:33
11. "Mouth for War" (Pantera Cover) – 3:52
12. "Celestial Furnace" (Versión acústica) - 1:59
13. "Ringside Seat To Human Tragedy" - 3:49
14. "Moon Of Glass" - 5:17
15. "Nihilistic Overdrive" (Neroargento Remix) - 4:28

## Créditos

### Integrantes
- Ettore Rigotti − guitarra, batería, teclado, bajo, voces limpias
- Björn "Speed" Strid − voz (deathgrowls), voces limpias
- Claudio Ravinale − voz (screams)
- Christian Älvestam - voz en "Ringside Seat To Human Tragedy"
- Yoko Hallelujah -voz en "Nihilistic Overdrive (Remix)"[1]

### Personal adicional
- Mezclado en el Studio Fredman por Ettore Rigotti y Alessandro Vanara
- Arte y diseño del a carátula por Samantha Abbatangelo

## Videografía
- "Celestial Furnace" − Dirigido por Mirco Andreis

Watch the video on Disarmonia Mundi Official Site